# Сан-Карло-аї-Катінарі
Сан-Карло-аї-Катінарі (лат. Sancti Blasii et Caroli ad Catinarios) — церква в Римі з XVII століття. Церква є титульною римо-католицькою церквою. Прикрашена фресками Доменікіно та П'єтро да Кортона.

## Розміщення та історія
Церква знаходиться на Piazza Benedetto Cairoli близько 200 м на південний захід від Площі Торре Арджентіна.
Будівельні роботи почались у 1612 році за проєктом Розато Розаті. Фасад церкви облаштував Джованні Батіста Соріа. Через три роки закінчилися роботи над абсидою і у цілому будівельні роботи закінчені у 1650 році. Будівля церкви утворює грецький хрест і над перехрестям здіймається купол.

## Фасад та інтер'єр церкви
Фасад церкви збудований в стилі бароко, та розділений на 5 вертикальних осей, з яких 3 середні виділяються у формі ризаліту. Фасад також розділений горизонтально карнизом на 2 яруси.

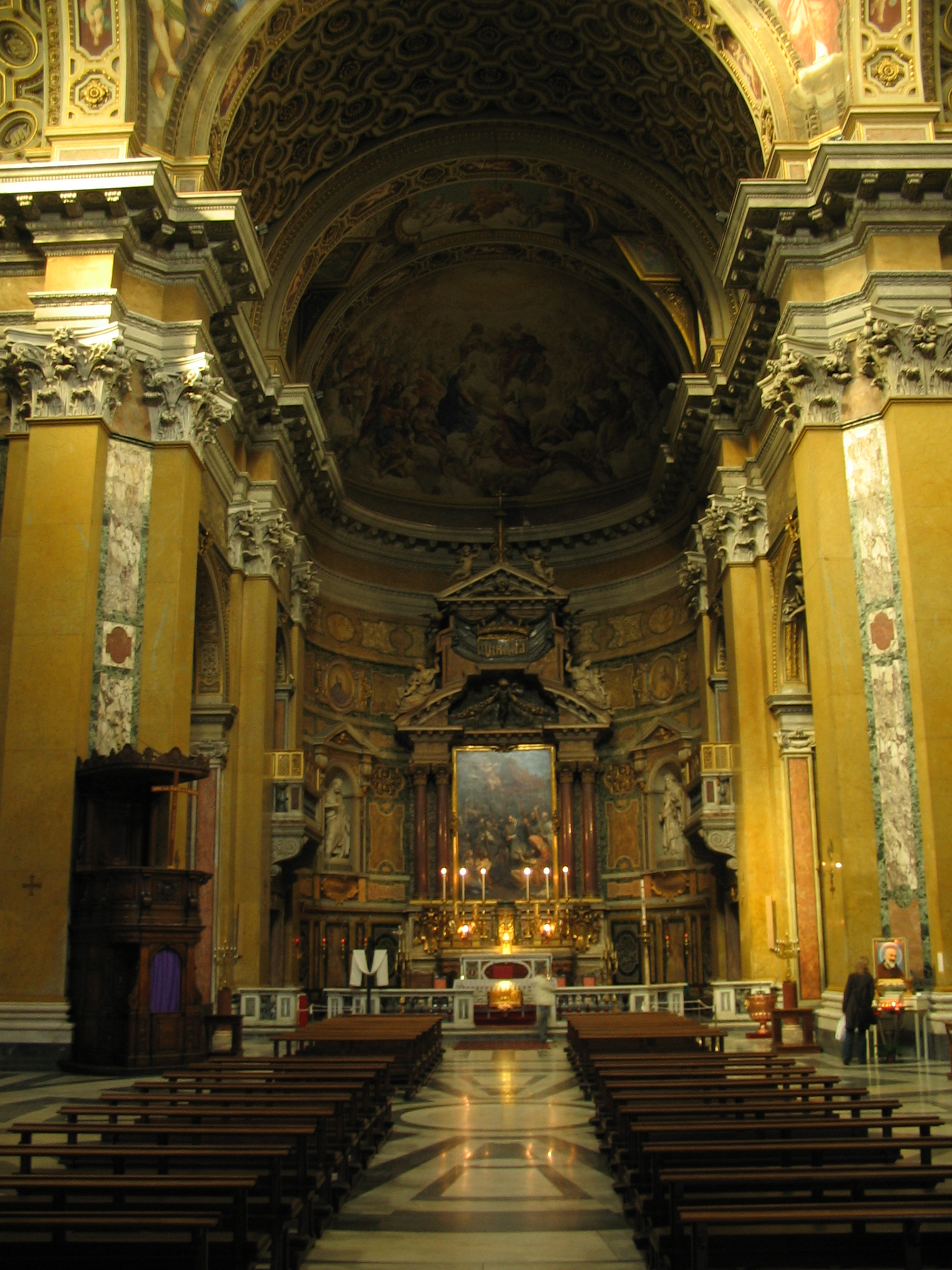
Інтер'єр церкви

У інтер'єрі церкви домінують масивні колони, над якими здіймається купол. Згідно з модою тодішнього часу церква прикрашена всередині формами бароко і касетною стелею. У міжвіконних проміжках розташовані фрески Франческо Когнетті.
Бічні каплиці розмальовані у 1624–69 роках. Перша капела з правої сторони прикрашена картиною «Благовіщення» Джованні Ланфранко (1624), у другій розташована картина мученика Святого Власія Джачінто Джіміньяні. Перша капела з лівої сторони прикрашена картиною мучениці святої Анни намальованої Андреа Саккі, друга капела — фресками Джованні Франческо Романеллі (1641).

## Вівтар
Вівтар церкви прикрашений картинами Св. Карло Борромео намальованими Гвідо Рені (1620) та бронзовим розп'яттям Алессандро Альгарді.

## Купол

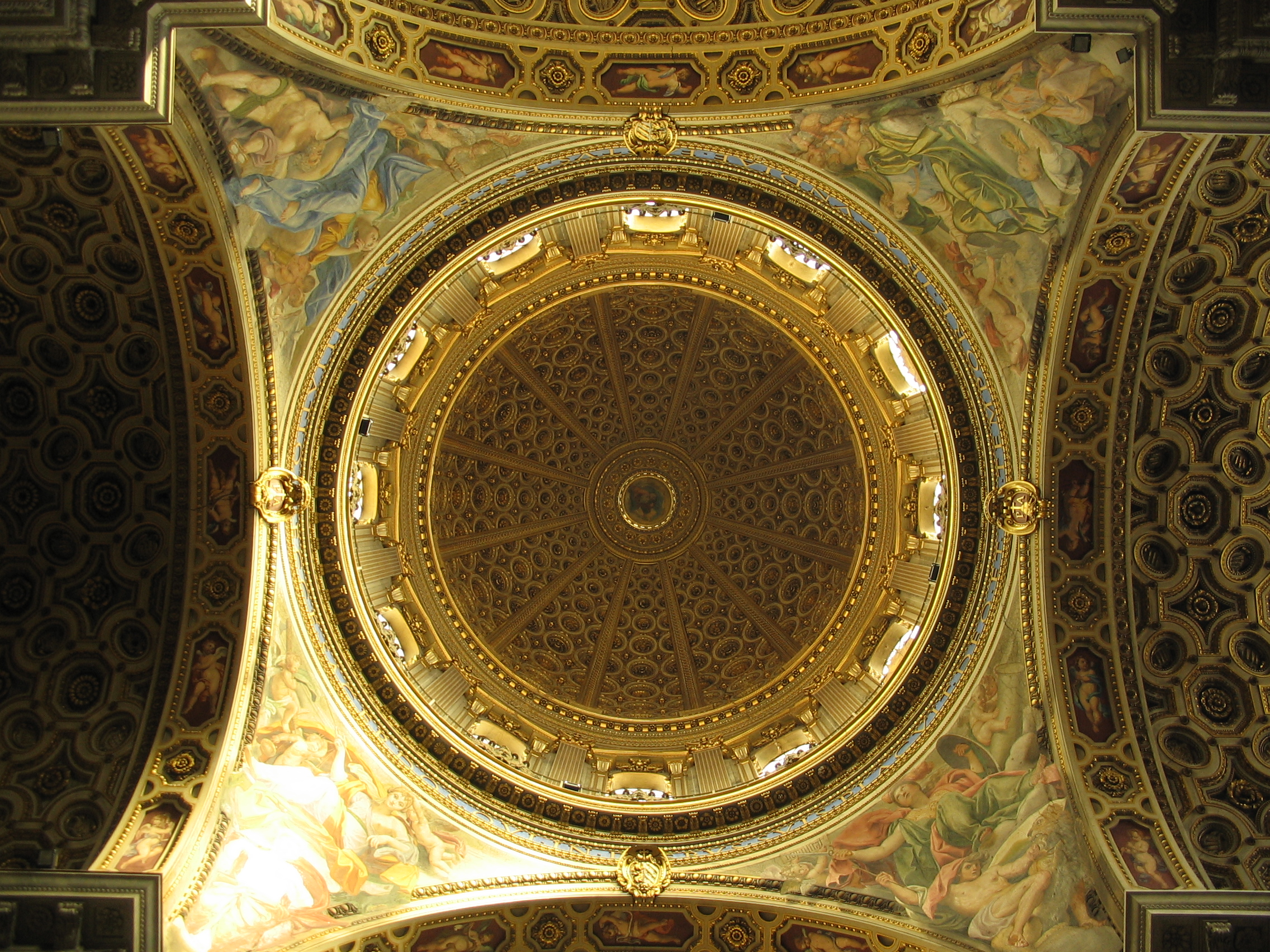
Склепіння

Купол просвічується 12 вікнами та прикрашений фресками Доменікіно, які зображують кардинальські чесноти (Мудрість, Сміливість, Справедливість та Розсудливість).
Церква вважається прототипом церкви св. Урсули Сорбонни, будівництво якої почалося у 1635 році Жаком Лемерсьє після навчання у Римі.

## Титульна дияконія
З 1959 року церква Сан Карло аі Катінарі є титульною дияконією католицької церкви. Кардинал-диякон церкви з 24 листопада 2007 року є Леонардо Сандрі — префект Конґреґації Східних Церков.